# 界碑

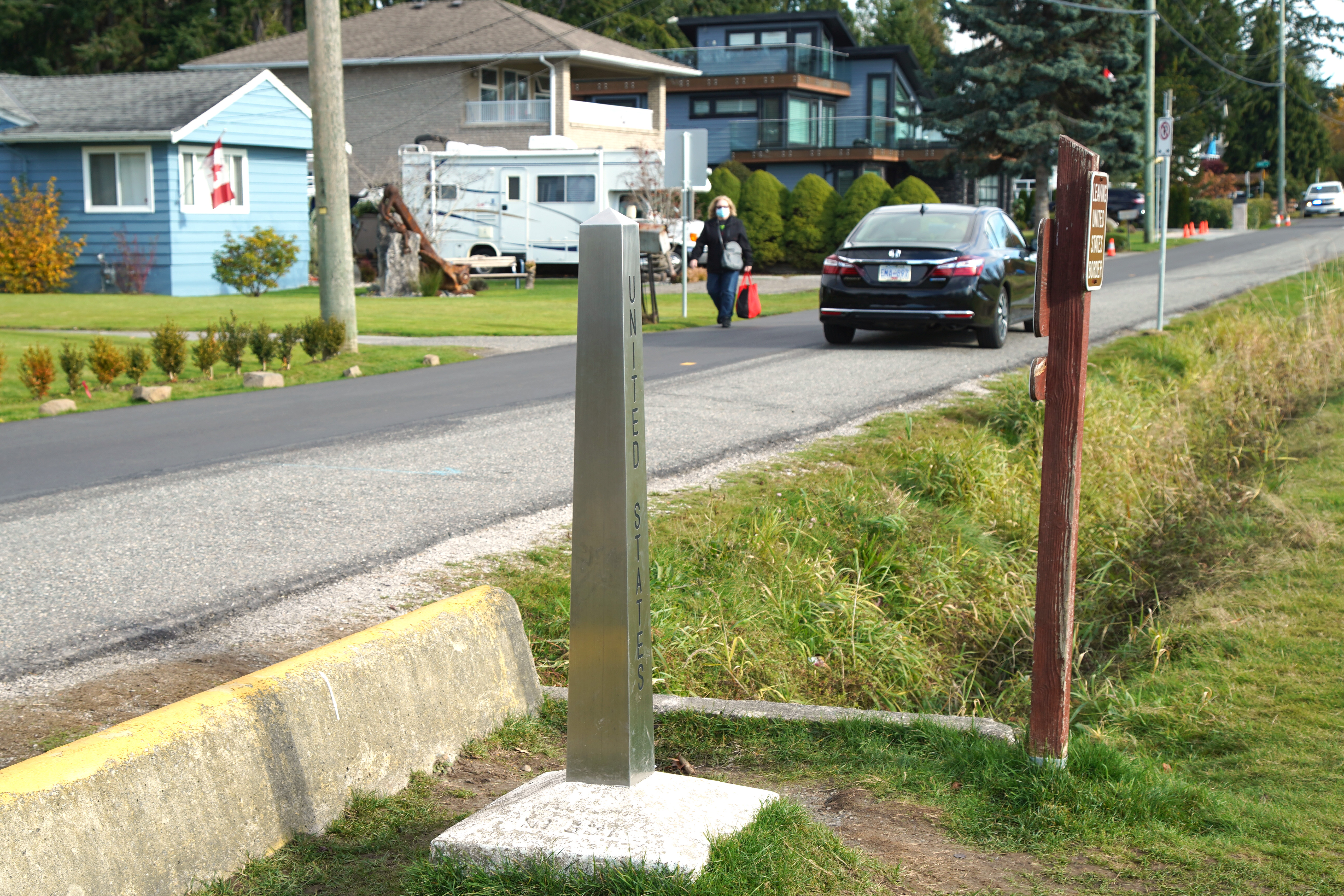
美加边界界碑（加拿大、美国分居左右）

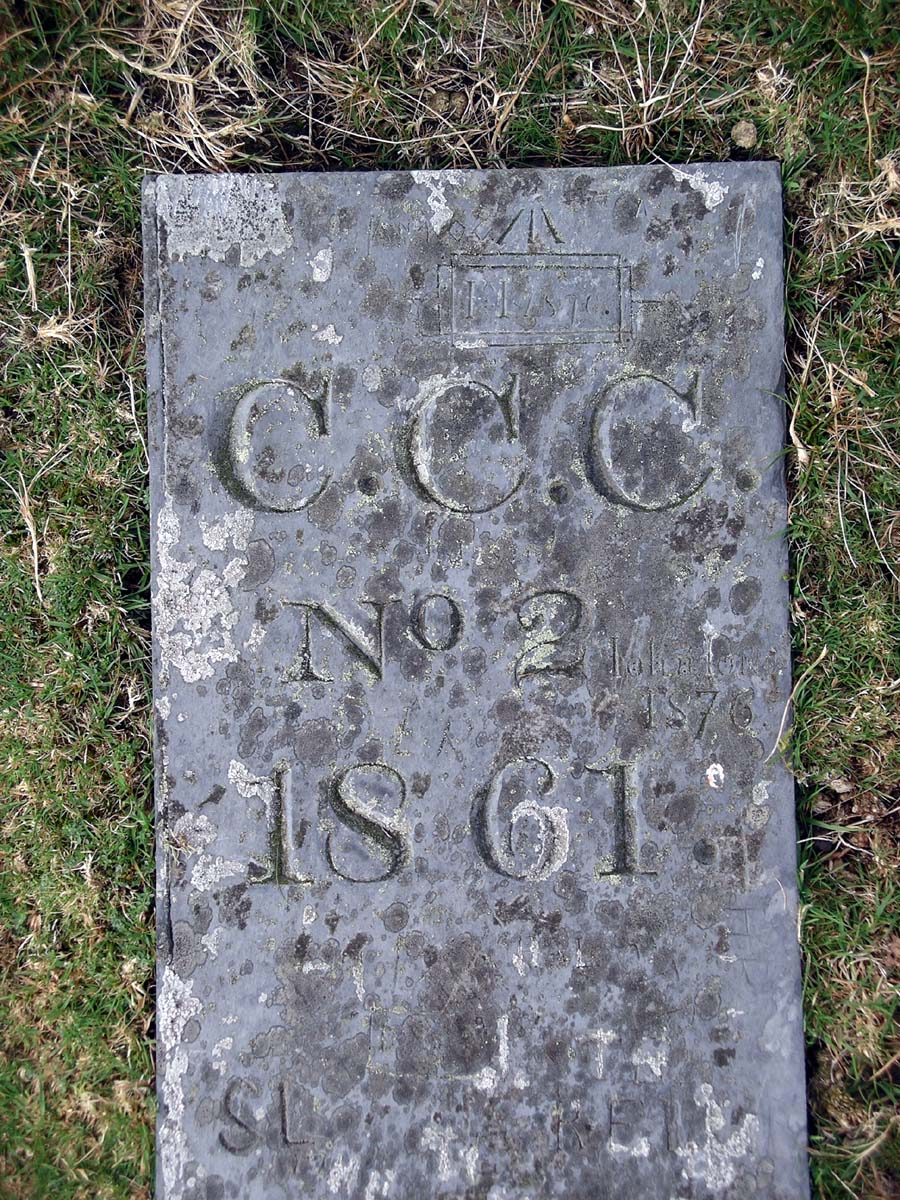
一块位于英国威尔士的界碑

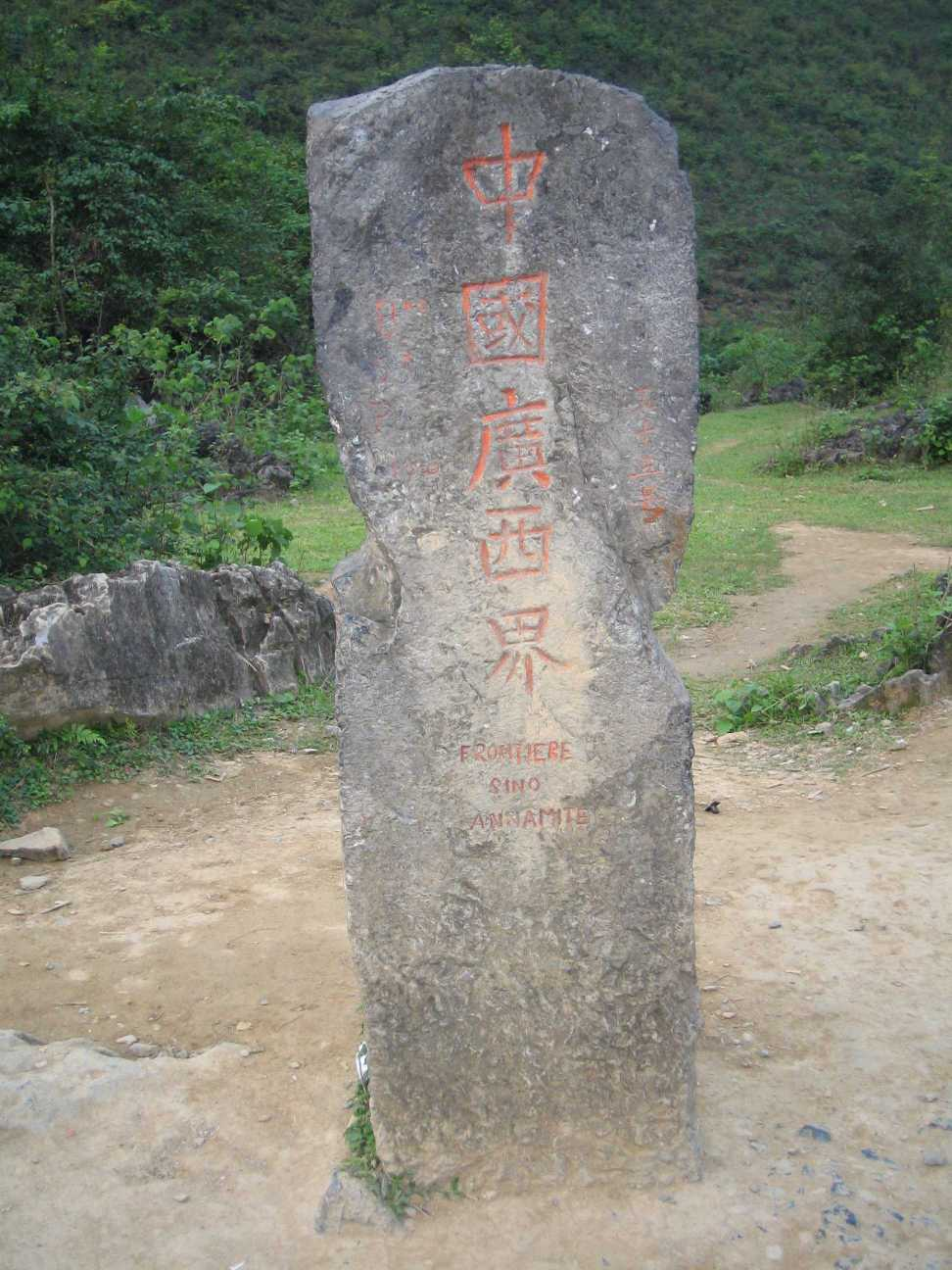
中国与越南边境上的一块清朝时期界碑

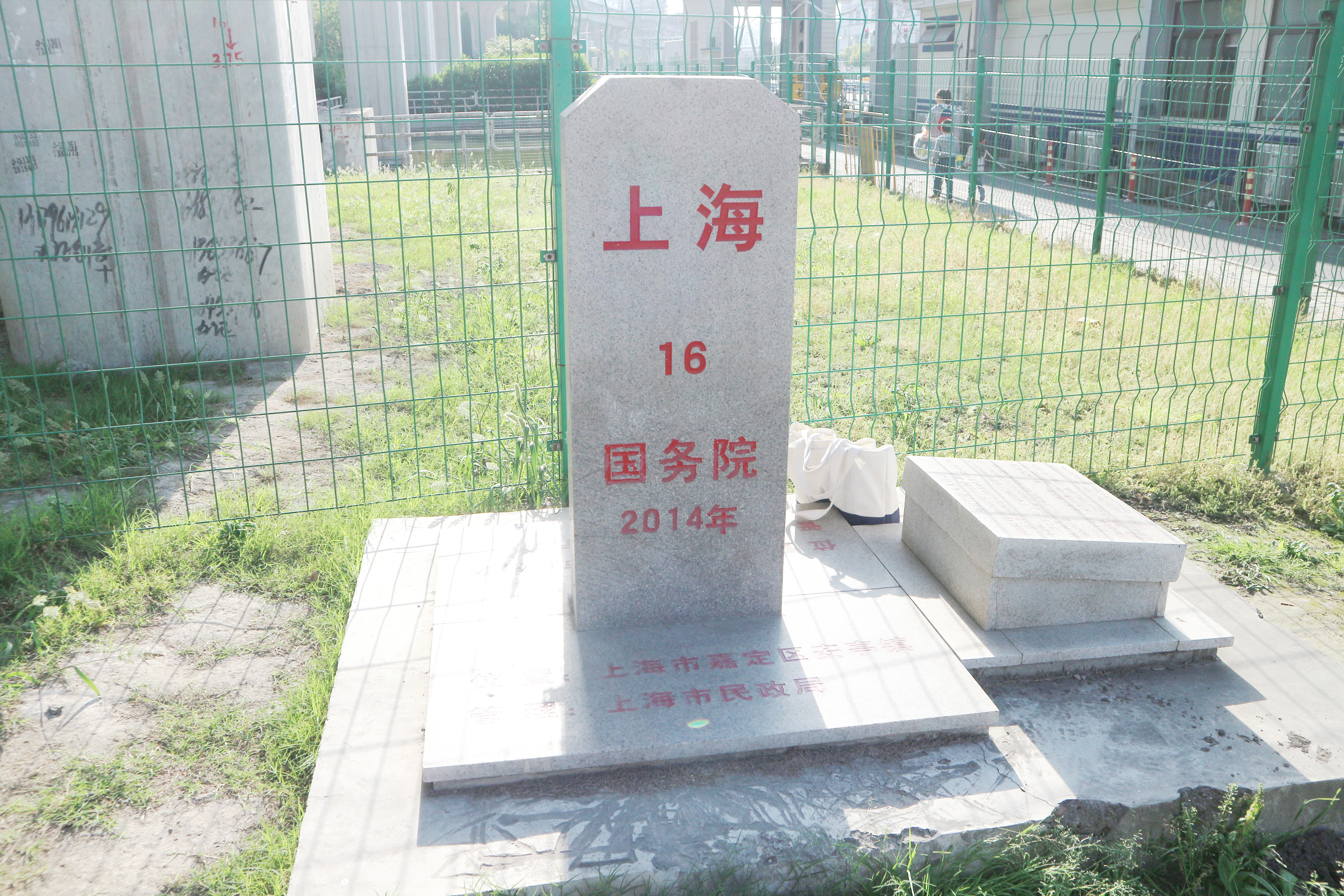
上海市与江苏省的界桩，位于安亭检查站

界碑，或称界石，是一种边界标记物，是用于辨别一个地区与另外地区之间的边界位置和走向，例如国家、省、州、市、甚至是农场和社区的边界。在两地区之间的边界走向发生方向性改变时，界碑尤为有用，可以作为指示边界走向的标志。界碑在直的边界上也可以作为仅表示边界所在位置的标记物。

## 用途

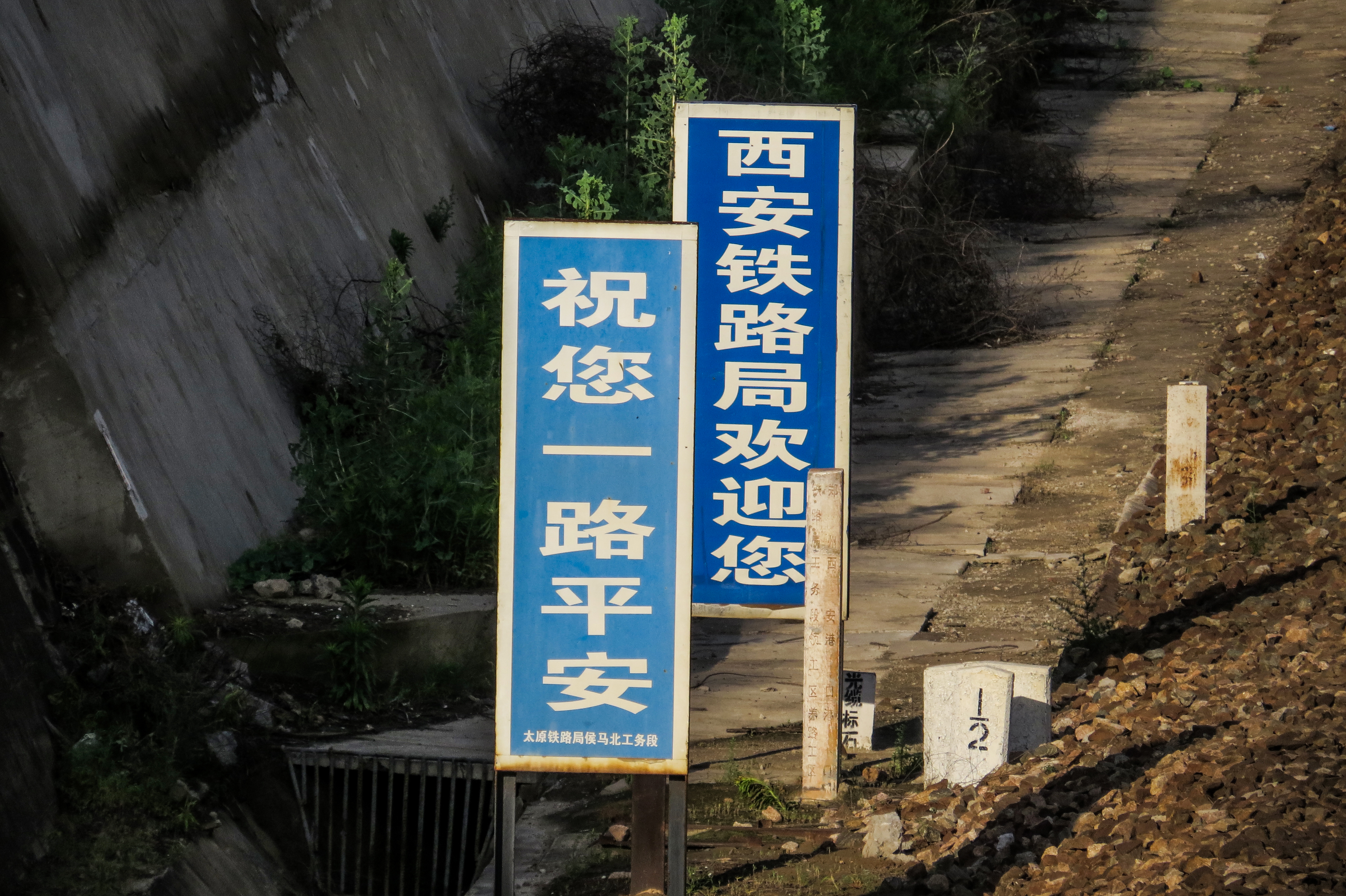
同蒲铁路风陵渡段太原铁路局与西安铁路局的局界牌，中间为原北京铁路局与郑州铁路局管辖范围的界桩

近代以来，许多边界谈判与划定中，许多国家、地区的边界线是以经度、纬度为基础的人造线来划定，而不是以传统的山川、河流等天然边界。与山脉、河流、湖泊等不同，以经纬度所划出来的人工边界线凭人本身是很难辨别的，这时界碑起到了标记边界所在位置或走向的作用。在古代，也有许多人工划出的国界、州界等边界线，但由于当时科技水平所限制，界碑往往只是凭猜测或感觉而放置，而到了现代，使用当代科技（例如GPS）可以使界碑更准确地安放在边界线上，并已经证明许多古时放置的界碑的位置是错误的而需要重新修正，这也使得近年来许多国家、地区的实际控制面积由于界碑发生移动而发生改变。此外，一些所谓“界碑”现在仅作为象征或纪念意义，例如位于中国黑龙江省靠近黑龙江一侧就有一些界碑设于岸上，仅作主权宣示意义，而实际国界线则位于江中。
界碑在标记国界、州界、省界、市界等面积较大地区边界走向时，一般作为“界点”使用，即界碑不表示走向，而仅表示边界线所经过的精确坐标所在的一点。而真正的边界线为该线上所有的坐标之连线。在这种情况下，蜿蜒曲折的边界上所设置的界碑数量要比直线边界上设置的界碑数量多得多。在一些承认土地私有化的地区，界碑也会被用来标志私人领地的界限。当私人土地之间的边界处于较为特殊或危险的环境使得墙和铁丝网不适用时，通常会用界碑作为标记。对于国家与国家之间的边界，通常要在有关国家缔结边界条约后，统一安放。对于私人领地，在土地拥有者完成相关登记等法律程序后，一般可以私自设立界碑。
在一些国家的边境线上，界碑也具有一定军事意义，因此许多界碑属于军事禁区，并受到保护。

## 材质
传统的界碑使用岩石、大理石，近代以来使用混凝土或其它人造混合物的界碑逐渐增多。它们都尽可能被设置在可见处，尤其是显眼的地方。许多界碑上会刻上碑石的基本信息，例如界碑所属的国家或所有者、界碑设立年份、编号等。
随着时间的推移，一些年代久远的界碑有可能会因为地形的改变或人为因素而遭到破坏或掩埋，最终被新的界碑替换。但这些古老的界碑仍然有极高的历史研究价值。
一位黑龙江的边防团长對国防大学战略教研部副主任、教授金一南說，界碑上的国徽经常丢失，因為“国徽是铅做的，被人偷去卖钱了”，“发现国徽不见了，做一个再镶嵌上去，几天稍不注意，又丢了。”

## 外部参考
1. 1 2 3 4  Porter, John, Surveyor-General of South Australia. . National Perspectives - 32nd Australian Surveyors Congress Technical Papers 31st March - 6th April, 1990. Canberra: The Institution: Eyepiece - Official Organ of The Institution of Surveyors, Australia, W.A. Division: 18–24. June 1990.
2. ↑  年轻的界碑  年轻的哨兵 （页面存档备份，存于）
3. 1 2  . Kununurra Historical Society Inc.   [9 January 2012]. （原始内容存档于2012-01-19）.
4. ↑  BHStA, KL Benediktbeuern 174, Vermarkung der Märcher im Juni 1584
5. ↑  .   [2012-07-30]. （原始内容存档于2013-10-02）.
6. ↑  .   [2012-07-30]. （原始内容存档于2010-07-22）.
7. ↑  . 解放军报.   [2007-06-14]. （原始内容存档于2016-03-05）.